# 春日部小渕団地
春日部小渕団地（かすかべこぶちだんち）は日本住宅公団（現・都市再生機構）が春日部市小渕に1980年（昭和55年）3月に開設。所在地は春日部市小渕493-1。

## 概要
棟数は集会所・児童公園を含めて10棟に連なり戸数は200戸。1996年（平成8年）に完成した春日部小渕第二団地（一棟・戸数:22戸）も傍にある。交通地勢的に国道4号線と国道16号線（春日部野田バイパス）が近くに通っている。近隣にさいたま東部市場や杉戸本郷工業団地がある。最寄駅は東武伊勢崎線北春日部駅と春日部駅。
座標: 北緯35度59分45.5秒 東経139度45分17.0秒 / 北緯35.995972度 東経139.754722度